# Assemblea del Turkmenistan
L'Assemblea del Turkmenistan, o solo, l'Assemblea (Mejilis; in russo Меджлис Туркменистана) costituisce il potere legislativo del Turkmenistan. Conta 125 membri eletti ogni cinque anni in collegi uninominali.

## Storia
Dal 1992 al 2008 l'Assemblea del Turkmenistan condivise il potere con il Consiglio del Popolo. Dal 2018 il Consiglio del Popolo è stato re-istituito come organo parlamentare, tramite un accordo che sarà formalizzato nel 2020.
Una legge del 2003 ridusse il potere dell'Assemblea e incrementò quello del Consiglio del Popolo. Questo significava che, fino al 2008, l'Assemblea poteva essere legalmente sciolta dal Consiglio del Popolo, che era guidato dal Presidente, e non era più in grado di emendare la Costituzione.
Il Consiglio del Popolo fu degradato e riorganizzato nel Consiglio degli Anziani tramite una nuova Costituzione scritta dal Presidente Gurbanguly Berdimuhamedow nel 2008, rendendo l'Assemblea/Mejlis nuovamente un parlamento unicamerale.
Tuttavia, a seguito dell'adozione di un'altra nuova costituzione nel settembre 2016, il Presidente Berdimuhamedow emise un decreto il 10 ottobre 2017, che ritrasformava il Consiglio degli Anziani di nuovo nel Consiglio del Popolo. Il primo incontro della ricreata camera alta ebbe luogo a seguito delle elezioni regionali e locali del 2018.